# Однорідність простору
| Симетрія у фізиці            | Симетрія у фізиці                 | Симетрія у фізиці            |
| Перетворення                 | Відповідна інваріантність         | Відповідний закон збереження |
| ---------------------------- | --------------------------------- | ---------------------------- |
| ⭥Трансляції часу             | Однорідність часу                 | …енергії                     |
| ⊠ C, P, CP і T-симетрії      | Ізотропність часу                 | …парності                    |
| ⭤ Трансляції простору        | Однорідність простору             | …імпульсу                    |
| ↺ Обертання простору         | Ізотропність простору             | …моменту імпульсу            |
| ⇆ Група Лоренца (бусти)      | Відносність Лоренц-коваріантність | …руху центра мас             |
| ~ Калібрувальне перетворення | Калібрувальна інваріантність      | …заряду                      |

Однорідність простору — однаковість властивостей простору в усіх його точках. Вона означає, що немає такої точки в просторі, відносно якої існує деяка «виділена» симетрія, всі точки простору рівноправні. Усі фізичні явища в однакових умовах, але в різних місцях простору протікають однаково.
Більш точне визначення однорідності простору використовує поняття замкнутої системи. В незамкненій системі властивості простору не однакові у всіх його точках. Наприклад, для альпініста положення його біля підніжжя і на вершині Ельбрусу аж ніяк не еквівалентні.
Однорідність простору означає, що якщо замкнуту систему тіл перенести з одного місця простору в інше, поставивши всі тіла в ній в ті ж умови, в яких вони перебували в колишньому положенні, то це не відіб'ється на ході всіх подальших явищ.
Простір має властивість однорідності лише в інерційних системах відліку. В неінерційних системах відліку простір неоднорідний.
Результати будь-якого фізичного експерименту в одних і тих самих початкових умовах не залежать від місця в просторі, де його проведено. Наприклад, виміряємо період коливань маятника, отриманий результат позначимо як Т1. Тепер перенесемо маятник в сусідню кімнату, і проведемо таке саме вимірювання. Результат запишемо як Т2. Виявляється, що Т1=Т2, тобто результат експерименту не залежить від нашого положення, це і є прояв однорідності простору.
Однорідність — одна з ключових властивостей простору в класичній механіці. Вона означає, що паралельне перенесення в ньому замкнутої системи відліку як цілого не змінює механічних властивостей системи, і, зокрема, не впливає на результат вимірювань.
З властивості однорідності простору випливає фундаментальний фізичний закон збереження імпульсу, з властивостей однорідності й ізотропності простору й однорідності часу випливає закон інерції.
Слід розрізняти однорідність і ізотропність простору.
В загальній теорії відносності простір неевклідів і його геометрія змінюється з плином часу залежно від енергії, якою володіє розташована в ньому матерія. Ступінь викривлення простору, тобто відхилення від однорідності, більший там, де матерія має більшу енергію.